# NGC 3582
NGC 3582 (другое обозначение — ESO 129-EN10) — эмиссионная туманность в созвездии Киль.
Этот объект входит в число перечисленных в оригинальной редакции «Нового общего каталога».

## Характеристики
Туманность NGC 3582 расположена вблизи центральной плоскости Млечного пути. Является частью обширной области образования новых звёзд RCW 57. Часть звёзд образующиеся в таких местах богатых газом, могут быть с самого начала массивнее Солнца. Массивные звёзды существуют недолго, и в конце своего цикла взрываются, что объясняет такую причудливую структуру туманности. Взрывы массивных звёзд выбрасывают вещество, которое разлетается с огромной скоростью, смешиваясь с межзвёздными пылью и газом.